# Breitenbuch (Kirchzell)
Breitenbuch ist ein Gemeindeteil des Marktes Kirchzell im unterfränkischen Landkreis Miltenberg in Bayern.

## Geographie
Das Kirchdorf liegt im Dreiländereck von Bayern, Hessen und Baden-Württemberg mitten im Odenwald auf der Gemarkung von Watterbach. Breitenbuch ist gleichzeitig das „Dach des Landkreises Miltenberg“, denn es ist mit 512 Metern über dem Meeresspiegel der höchstgelegene Ort in diesem bayerischen Landkreis. Der Ort ist landwirtschaftlich geprägt und zählt etwa 120 Einwohner.

## Sehenswürdigkeiten

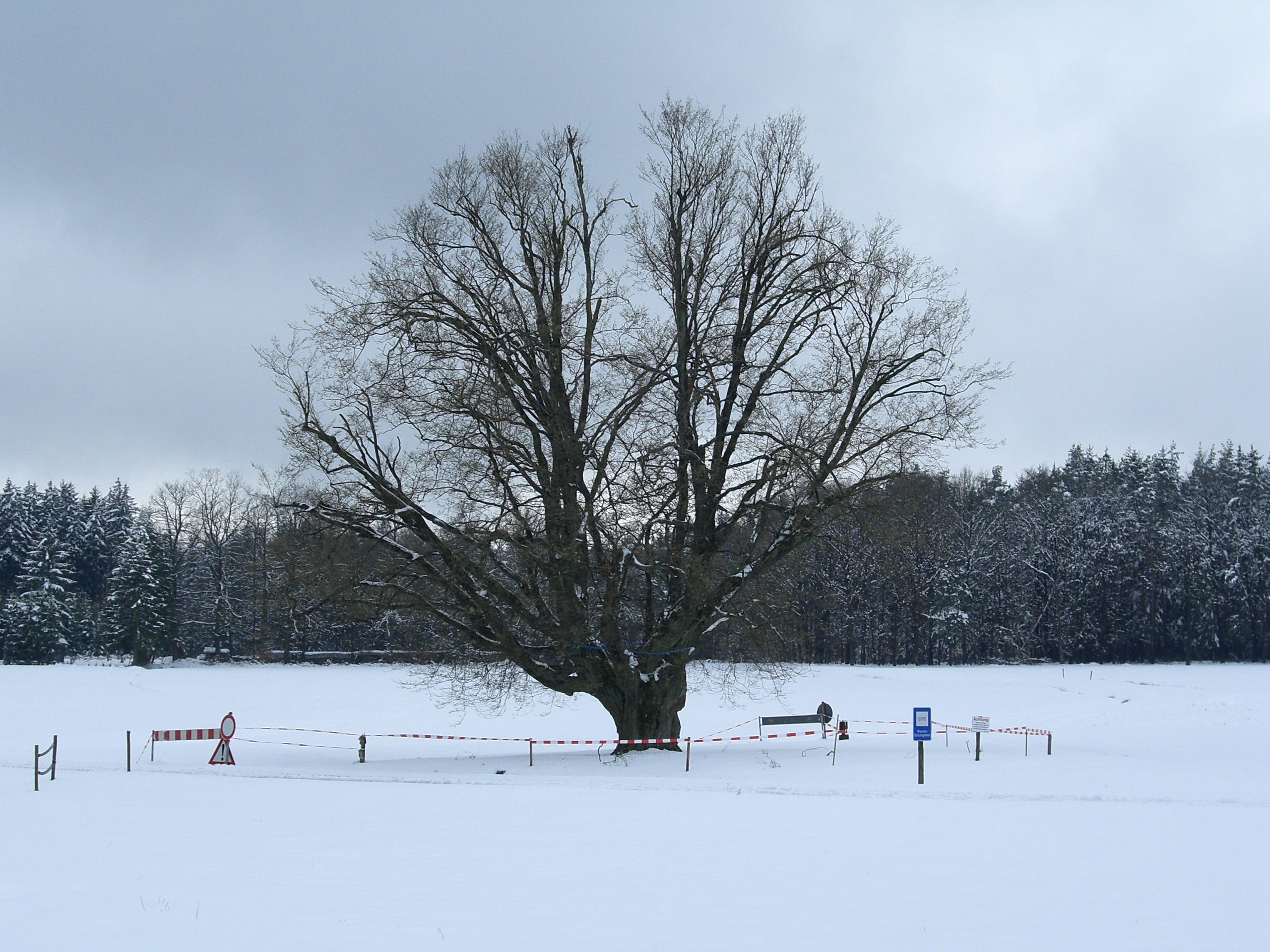
Hainbuche in Breitenbuch

- Wahrzeichen Breitenbuchs ist eine ca. 400 Jahre alte Hainbuche, im Dialekt „die Houbuche“ genannt. Dieses schönste Exemplar seiner Art im Odenwald hat einen Stammumfang von etwa fünf Metern; der Kronendurchmesser beträgt über 20 m.
- Etwa zwei Kilometer südwestlich von Breitenbuch befindet sich das FFH-Gebiet Drei Seen im oberen Breitenbachtal bei Breitenbuch, ein für den Naturraum Odenwald einzigartiges Moorgebiet in Mittelgebirgslage.
- Etwa zwei Kilometer nördlich von Breitenbuch trifft man auf den Neckar-Odenwald-Limes. Westlich des Dorfes kann man das Kastell Würzberg, ein römisches Numeruskastell, und das dazugehörige gut erhaltene Kastellbad besichtigen.

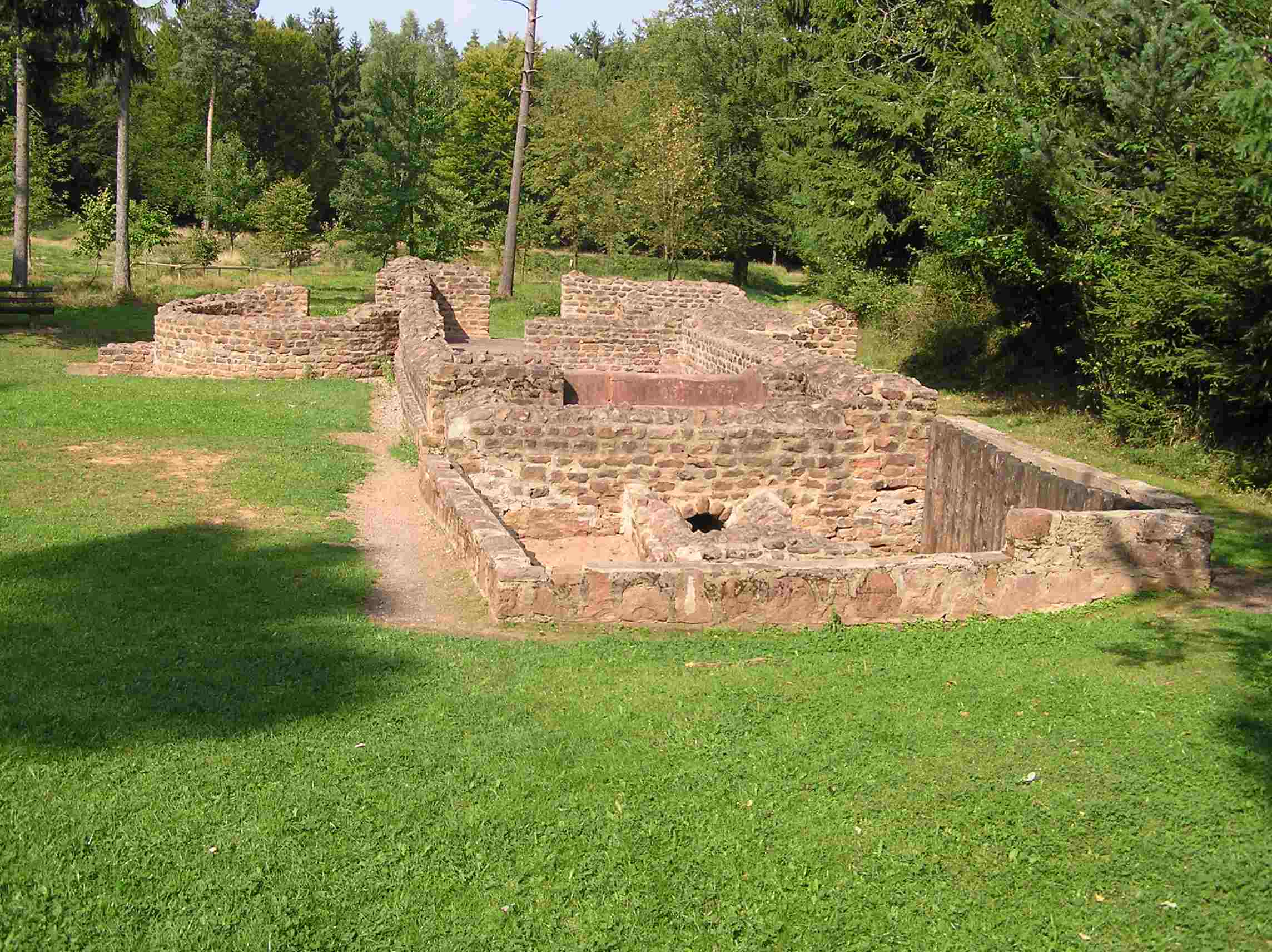
Kastellbad Würzberg, Blick aus Südsüdwesten
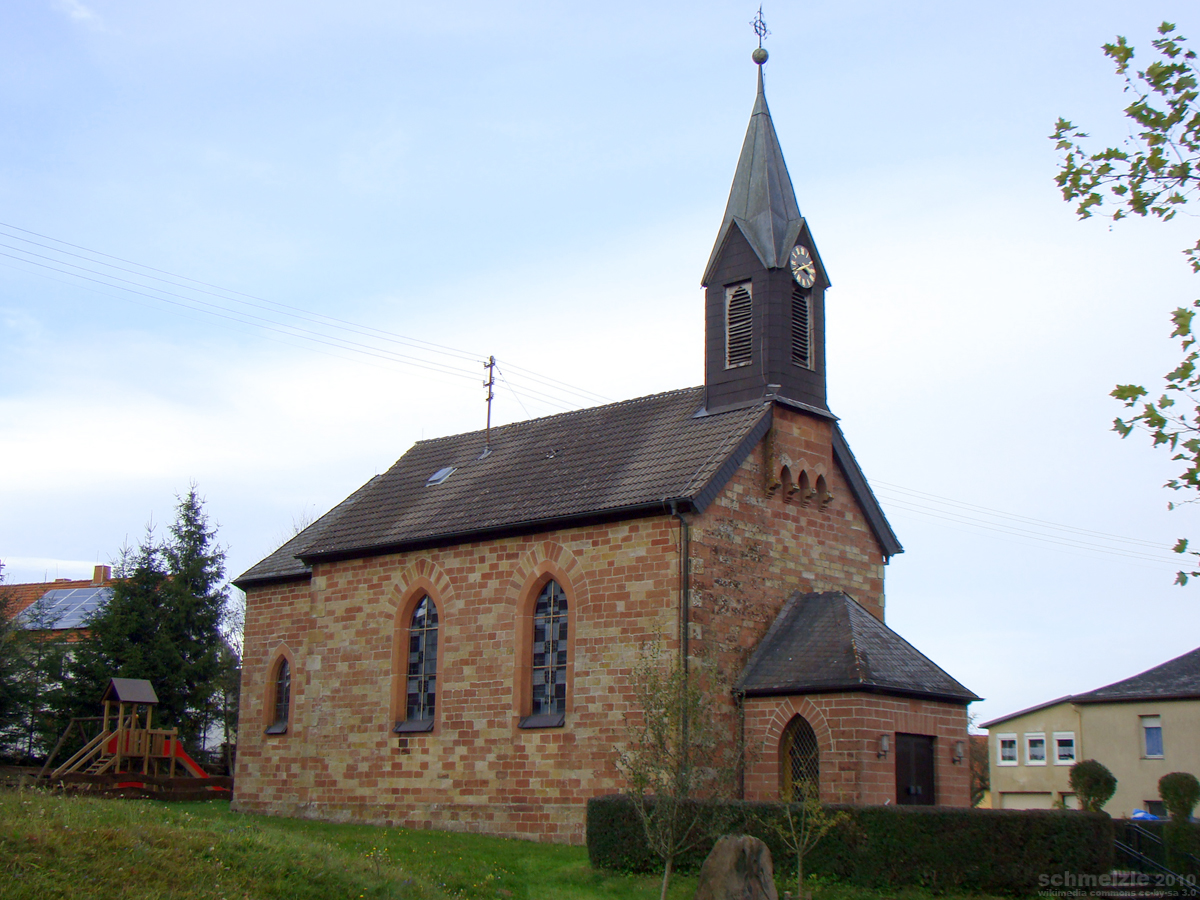
Kirche in Breitenbuch

## Geschichte
Breitenbuch ist erstmals im Urbar der Benediktinerabtei Amorbach im Jahr 1395 erwähnt. Dort heißt es auf Blatt 62:

„Item iglichsz Husze in dem obgeschrieben Dorffe Breidenbuch do Lute inne wonen, geit auch ein Summer Zollhabern.“

Da im Jahr 1272 Ulrich von Dürn die Stadt Amorbach mit der Vogtei über das Kloster an den Erzbischof Werner von Mainz verkauft hatte und die weltliche Hoheit an das Erzstift Mainz übergegangen, die kirchliche Hoheit aber beim Bischof von Würzburg geblieben war, gehörte Breitenbuch zu diesem Zeitpunkt weltlich zu Mainz. Erst im Jahr 1656 kam es nach einem Vertrag zwischen den Hochstiften Würzburg und Mainz über Gebietsbereinigungen auch kirchlich zum Erzstift Mainz.
Nach dem Reichsdeputationshauptschluss von 1803 wurde die Abtei säkularisiert und Breitenbuch kam somit in den Besitz der Fürsten zu Leiningen. Aus dem Leiningenschen Archiv ist aus dem Jahr 1806 eine Zustandsbeschreibung des Ortes erhalten. Demnach hatte der Ort damals

„14 Nachbarn, 10 geschlossene Höfe, 14 Söldner, 4 Beisaßen, 1 Tolerierten, keine gefreyten oder adelige Güter-Besitzer. Der Ort hat überhaupt 150 Morgen Acker, 5 Morgen Gärten, 10 Morgen Wiesen, 15 Morgen Heumathen, 164 Morgen Wald.“

Nach den Wirren der Napoleonischen Kriege wurde das Fürstentum mediatisiert, und so gelangte Breitenbuch schließlich im Jahr 1816 zum Königreich Bayern.
Breitenbuch bildete mit Watterbach und Dörnbach die Gemeinde Watterbach. Am 1. Januar 1975 wurde im Zuge einer Gebietsreform die Gemeinde Watterbach aufgelöst. Die drei Ortschaften sind seitdem Teile des Marktes Kirchzell.

## Vereine
- Freiwillige Feuerwehr Breitenbuch (seit 1895)
- Musikverein Watterbach-Breitenbuch (seit 1970)

## Trivia
Im Gemeindegebiet wurde früher viel Holz eingeschlagen. Um die gefällten Baumstämme mit Transportwagen sicher ins Tal zu bringen, musste mit Hilfe von sogenannten „Rämmschuhen“ gebremst werden, damit die Last nicht außer Kontrolle geriet. Davon leitet sich der in den Nachbardörfern gebräuchliche mundartliche Ortsneckname Remmschüh für die Breitenbücher ab.
In ihrer Erzählung Eine Dorfgeschichte entwarf die Schriftstellerin Katharina Hacker (* 1967 in Frankfurt am Main) ein eindrucksvolles Charakterbild dieses Odenwalddörfchens, in dem sie in ihrer Kindheit die Sommer brachte.